# Flensburška vlada
Flensburška vlada (njem. Flensburger Regierung), poznata i pod nazivima Flensburški kabinet (njem. Flensburger Kabinett), Dönitzova vlada (njem. Regierung Dönitz) ili Kabinet Schwerina von Krosigka (njem. Kabinett Schwerin von Krosigk) je bila kratkotrajna vlada Trećeg Reicha nakon završetka Drugog svjetskog rata u Europi. Vlada je osnovana izvršenjem oporuke Adolfa Hitlera prije njegova samoubojstva 30. travnja 1945. godine. Za predsjednika je bio imenovan admiral Karl Dönitz.  
Naziv vlade potječe od sjevernonjemačkog grada Flensburga u kojem je imala sjedište.
Zakonitost ove posljednje vlade Trećeg Reicha je sporna.

## Stvaranje
U svojoj oporuci Hitler je odredio Dönitza kao svog nasljednika. Dönitz nije postao Führer (položaj koji je Hitler ukinuo u svojoj oporuci), nego predsjednik unatoč činjenici da je i taj položaj Hitler ukinuo 1934. godine. Ministar promidžbe Joseph Goebbels je postao kancelar, dok je Martin Bormann određen za stranačkog predsjednika, te je de facto imao kontrolu nad NSDAP-om. Hitler je Hermanna Göringa i Heinricha Himmlera smatrao izdajnicima te ih je izbacio iz vlade i nacionalsocijalističke stranke. U to vrijeme SS je uhitio Göringa u Bavarskoj, dok je Himmler bio razriješen svih dužnosti. Pokušao je prerušen pobjeći, ali su ga uhvatili zapadni Saveznici, pa je nakon toga počinio samoubojstvo otrovom.
U večernjim satima 30. travnja Dönitz dobiva poruku od Bormanna u kojoj ga obavještava da ga je Hitler imenovao za svog nasljednika, umjesto Göringa. Već sutradan, 1. svibnja, Bormann i Goebbels izvijestili su Dönitza kako je Hitler počinio samoubojstvo. U skladu s tim na snagu je stupila Hitlerova oporuka, te je Dönitz postao predsjednik. Kasnije istog dana Goebbels je počinio samoubojstvo, a Bormann je pobjegao iz Führerbunkera. Saznavši za to Dönitz je raspustio NSDAP, a zatim je zamolio ministra financija grofa Lutza Schwerina von Krosigka da zamjeni Goebbelsa na mjestu kancelara. 
Dönitz se 1. svibnja, prvi put obratio javnosti i u svome je govoru rekao da je Hitler umro na "herojski" način. Obećao je kako će se rat nastaviti, te da će spasiti Njemačku od uništenja. Međutim, Dönitz je znao prije nego što je preuzeo vlast da je njemački položaj neodrživ i da Wehrmacht više nije u stanju pružiti bilo kakav jači otpor. Zato je tijekom kratkog razdoblja formalne vlasti i zapovijedanja oružanim snagama nastojao da se njemačke postrojbe predaju Britancima i Amerikancima, a ne Crvenoj armiji, bojeći se sovjetske osvete. Time je zacijelo spasio velik broj života pripadnika njemačkih oružanih snaga. 
Von Krosigkov kabinet održao je 5. svibnja svoj prvi sastanak u Mürwiku, predgrađu Flensburga, u zgradi Pomorske akademije, gdje je ujedno bilo i sjedište Dönitzove vlade.

## Kabinet
| Kabinet 2. svibnja 1945 - 23. svibnja 1945 | Kabinet 2. svibnja 1945 - 23. svibnja 1945 | Kabinet 2. svibnja 1945 - 23. svibnja 1945 |
| Ministarstvo                               | Ministar                                   | Stranka                                    |
| ------------------------------------------ | ------------------------------------------ | ------------------------------------------ |
| Predsjednik                                | Karl Dönitz                                | NSDAP                                      |
| Predsjednik vlade                          | Lutz Graf Schwerin von Krosigk             | NSDAP                                      |
| Ministarstvo vanjskih poslova              | Lutz Graf Schwerin von Krosigk             | NSDAP                                      |
| Ministarstvo financija                     | Lutz Graf Schwerin von Krosigk             | NSDAP                                      |
| Ministarstvo unutarnjih poslova            | Wilhelm Stuckart                           | NSDAP                                      |
| Ministarstvo pravosuđa                     | Herbert Klemm                              | NSDAP                                      |
| Ministarstvo gospodarstva                  | Albert Speer                               | NSDAP                                      |
| Ministarstvo poljoprivrede                 | Herbert Backe                              | NSDAP                                      |
| Ministarstvo rada                          | Franz Seldte                               | NSDAP                                      |
| Zapovjednik Kriegsmarine                   | Hans-Georg von Friedeburg                  | NSDAP                                      |
| Ministarstvo poštanskih poslova            | Julius Dorpmüller                          | NSDAP                                      |
| Ministarstvo prometa                       | Julius Dorpmüller                          | NSDAP                                      |
| Zapovjednik Oberkommando der Wehrmacht     | Wilhelm Keitel                             | NSDAP                                      |